# Giuseppe Antonio Ermenegildo Prisco
Giuseppe Antonio Ermenegildo Prisco, italijanski rimskokatoliški duhovnik, škof in kardinal, * 8. september 1833, Boscotrecase, † 4. februar 1923.

## Življenjepis
30. novembra 1896 je bil povzdignjen v kardinala in imenovan za kardinal-diakona S. Cesareo in Palatio.
24. marca 1898 je bil imenovan za kardinal-duhovnika S. Sisto in za nadškofa Neaplja; škofovsko posvečenje je prejel 29. maja istega leta.